# Part-Time Lover
Part-Time Lover ist ein Lied von Stevie Wonder aus dem Jahr 1985, das er selbst schrieb und produzierte.

## Geschichte
Part-Time Lover wurde am 26. August 1985 veröffentlicht. Es wurde ein Nummer-eins-Hit in Ländern wie den Vereinigten Staaten, Kanada, Neuseeland, Irland und Belgien.
Der Song ist 4:12 Minuten lang und erschien auf dem Album In Square Circle. Auf der B-Seite der Single, deren Version 3:43 Minuten lang ist, befindet sich die Instrumentalversion des Songs.
Am Backgroundgesang waren unter anderem Syreeta, Philip Bailey und Luther Vandross beteiligt. Vandross’ Part ist im Refrain zu hören. 1986 wurde der Song für die Grammy Awards in der Kategorie Beste männliche Gesangsdarbietung – Pop nominiert, verlor aber gegen das Phil-Collins-Album No Jacket Required.
In einem Interview verriet Wonder, dass es sich bei dem Song um eine Hommage an die Supremes-Klassiker My World Is Empty Without You und You Can’t Hurry Love handelt.

## Kommerzieller Erfolg

### Chartplatzierungen
| ChartsChartplatzierungen       | Höchstplatzierung | Wochen/ Monate |
| ------------------------------ | ----------------- | -------------- |
| Deutschland (GfK)              | 12 (17 Wo.)       | 17 Wo.         |
| Österreich (Ö3)                | 11 (3,5 Mt.)      | 3,5 Mt.        |
| Schweiz (IFPI)                 | 5 (11 Wo.)        | 11 Wo.         |
| Vereinigte Staaten (Billboard) | 1 (21 Wo.)        | 21 Wo.         |
| Vereinigtes Königreich (OCC)   | 3 (13 Wo.)        | 13 Wo.         |

| ChartsJahrescharts (1985)      | Platzierung |
| ------------------------------ | ----------- |
| Vereinigte Staaten (Billboard) | 22          |
| Vereinigtes Königreich (OCC)   | 37          |

### Auszeichnungen für Musikverkäufe
| Land/Region                  | Auszeichnungen für Musikverkäufe (Land/Region, Auszeichnung, Verkäufe) | Verkäufe |
| ---------------------------- | ---------------------------------------------------------------------- | -------- |
| Frankreich (SNEP)            | Gold                                                                   | 500.000  |
| Neuseeland (RMNZ)            | Gold                                                                   | 15.000   |
| Spanien (Promusicae)         | Gold                                                                   | 30.000   |
| Vereinigtes Königreich (BPI) | Silber                                                                 | 250.000  |
| Insgesamt                    | 1× Silber · 3× Gold ·                                                  | 795.000  |

Hauptartikel: Stevie Wonder/Auszeichnungen für Musikverkäufe

## Coverversionen
- 1991: Tupac Shakur (Part-Time Mutha)
- 1998: T.O.K. feat: Lady Saw (Hardcore Lover)
- 2003: Dante Thomas